# Zmiana na tronie cesarskim Japonii (2019)

Cesarska Chryzantema

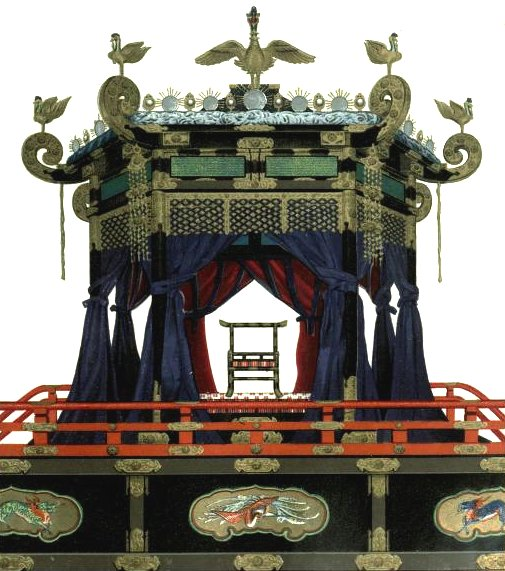
Takamikura, Tron Cesarski

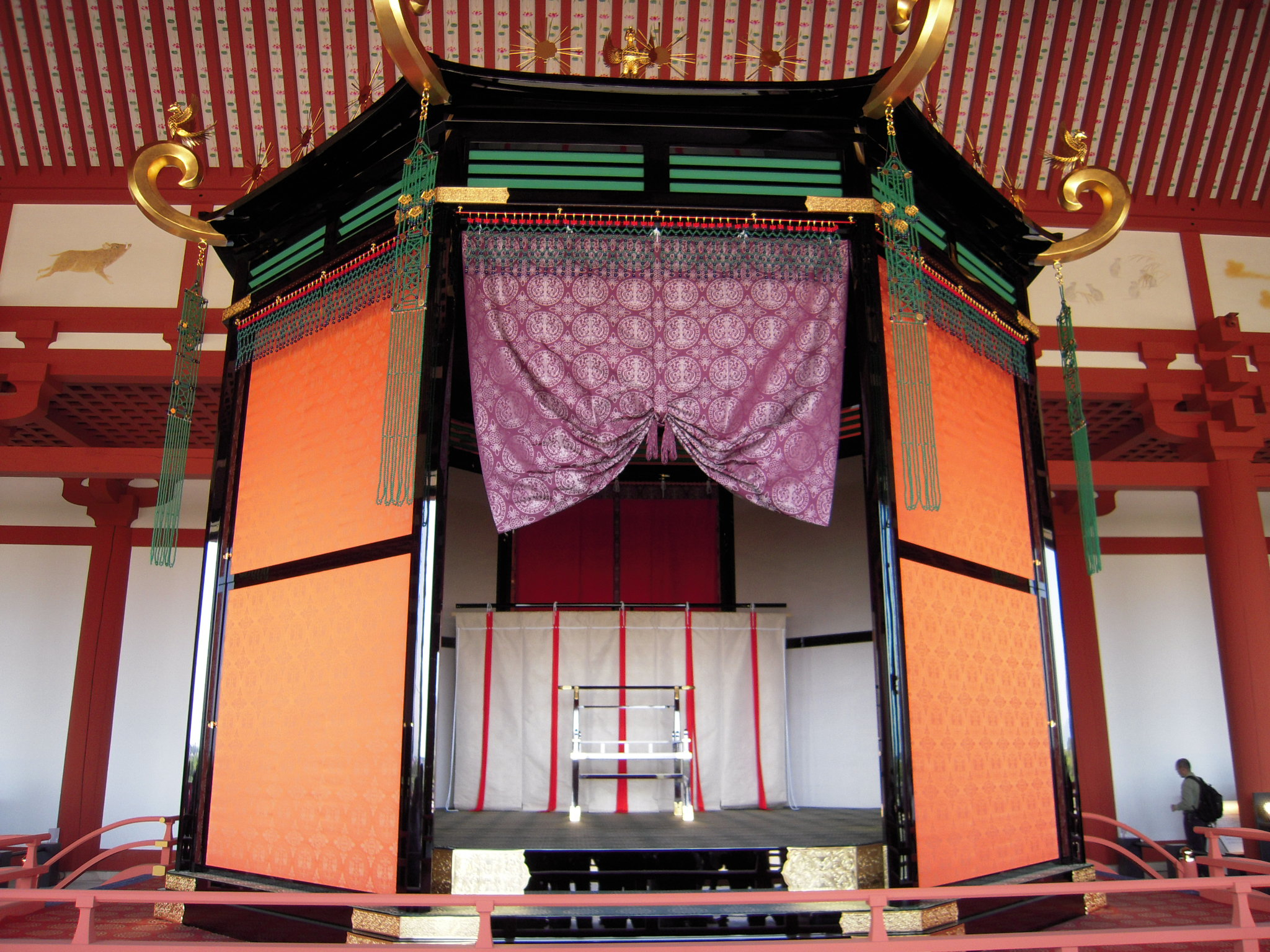
Zrekonstruowany tron (takamikura) z VIII w. ustawiony w odbudowanym pawilonie Daigoku-den należącym do kompleksu dawnego pałacu Heijō w Nara (ze względu na brak zapisów z okresu Nara, model tronu powstał w oparciu o inne materiały historyczne oraz konstrukcję tronu w Pałacu Cesarskim w Kioto, który pochodzi z ery Taishō)

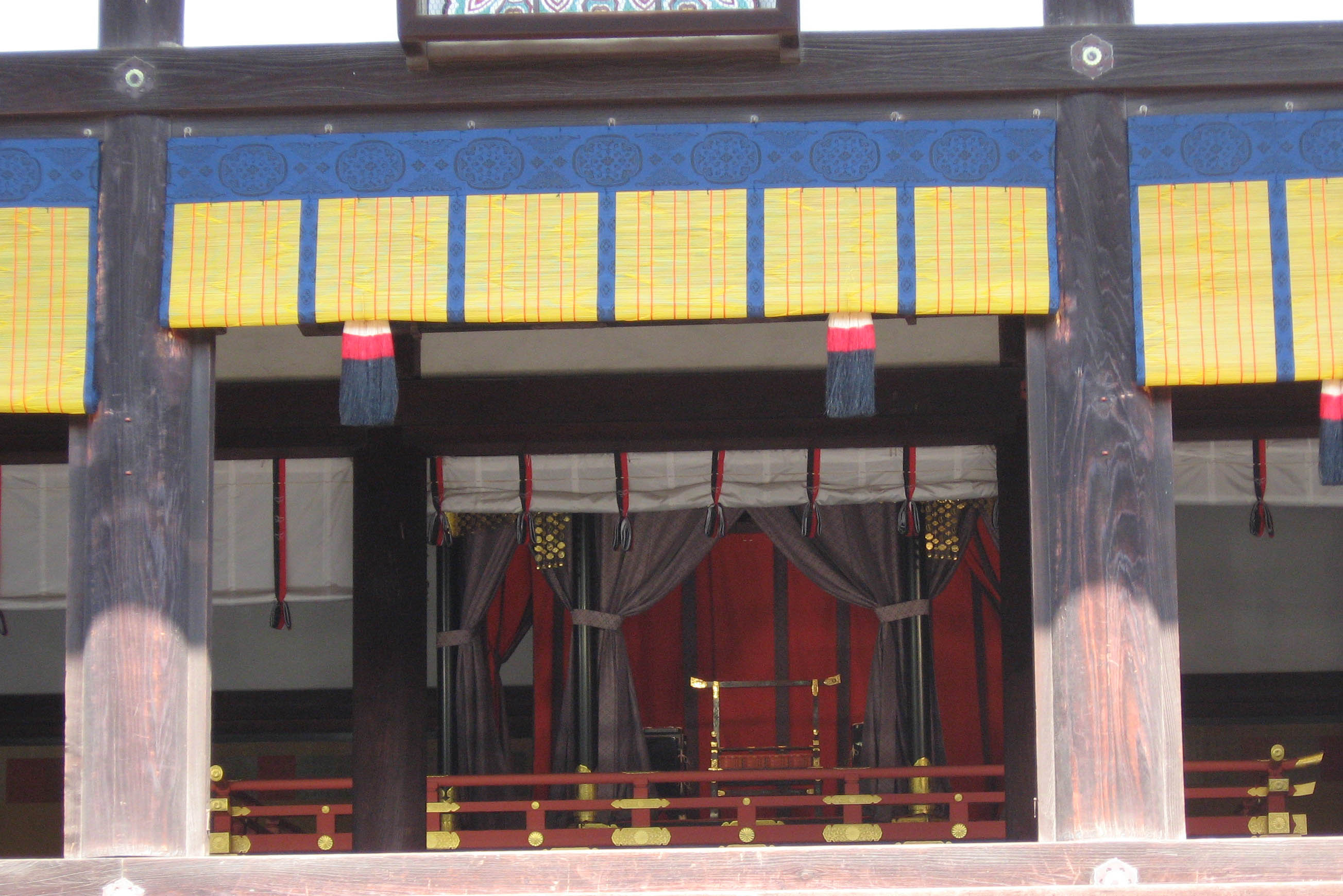
Tron w pawilonie Shishin-den Pałacu Cesarskiego w Kioto

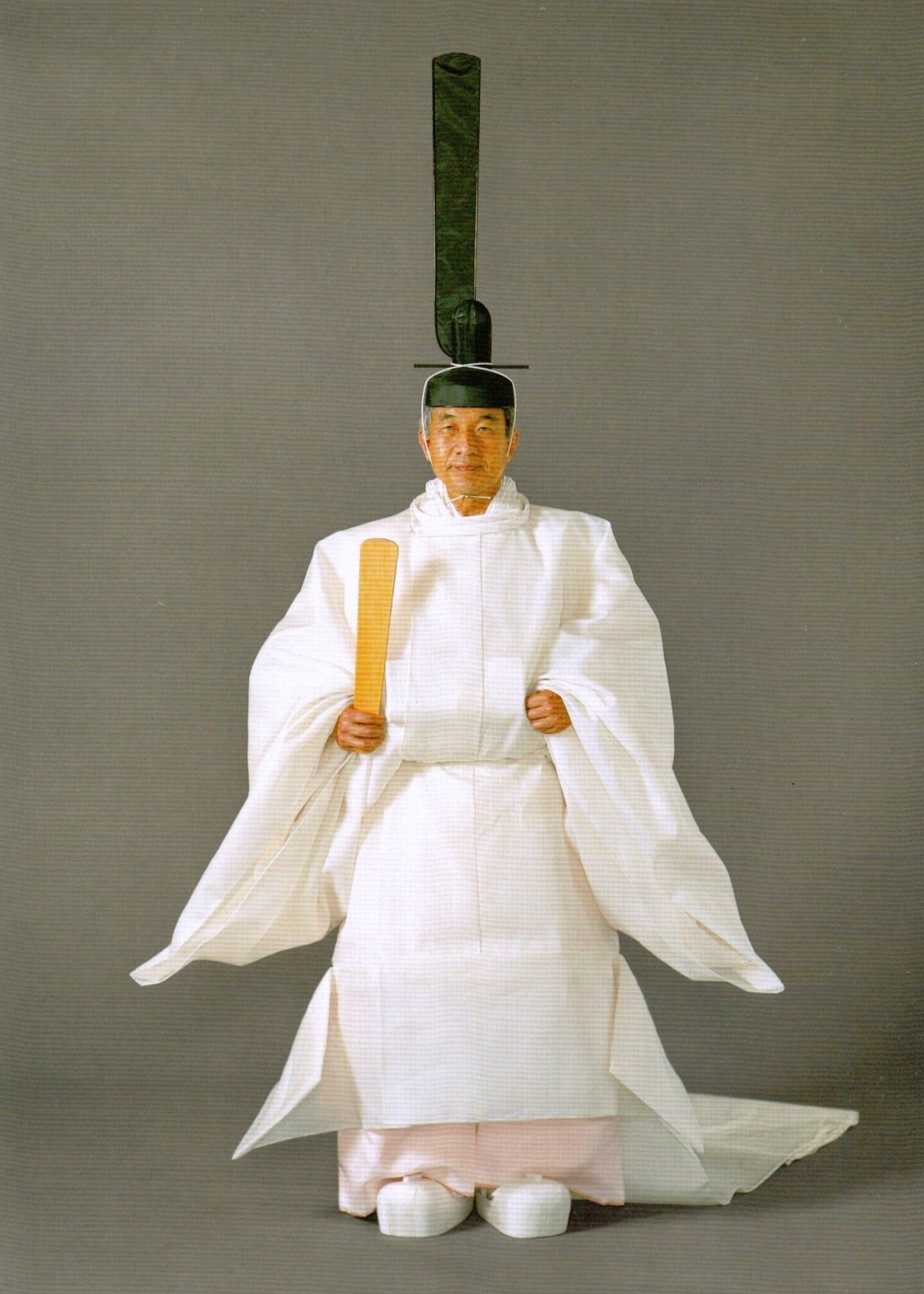
Daijōsai, cesarz Akihito w stroju do ceremonii ofiarowania ryżu (1990)

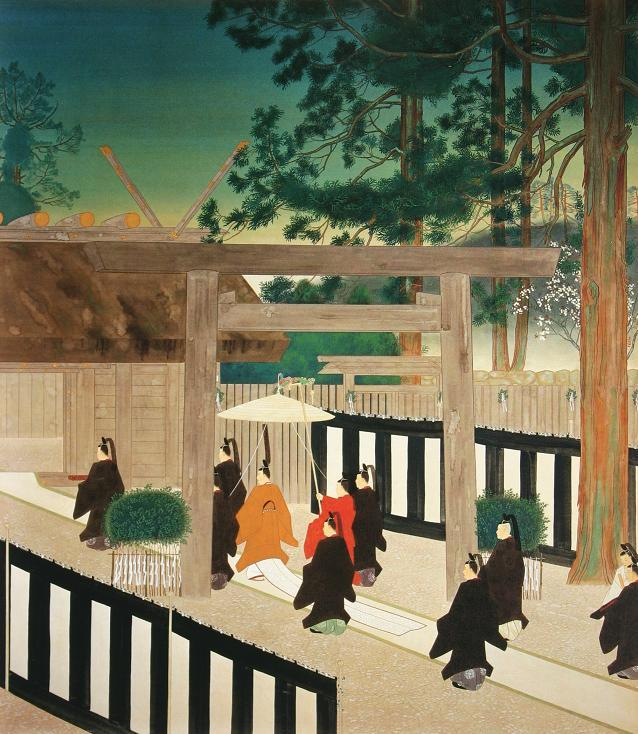
Cesarz Meiji udaje się do chramu Ise

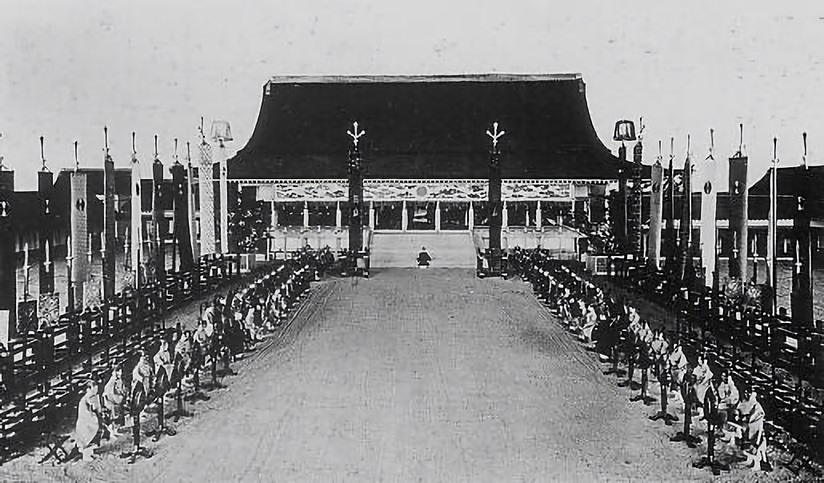
Intronizacja cesarza Taishō, Pałac Cesarski w Kioto (1915)

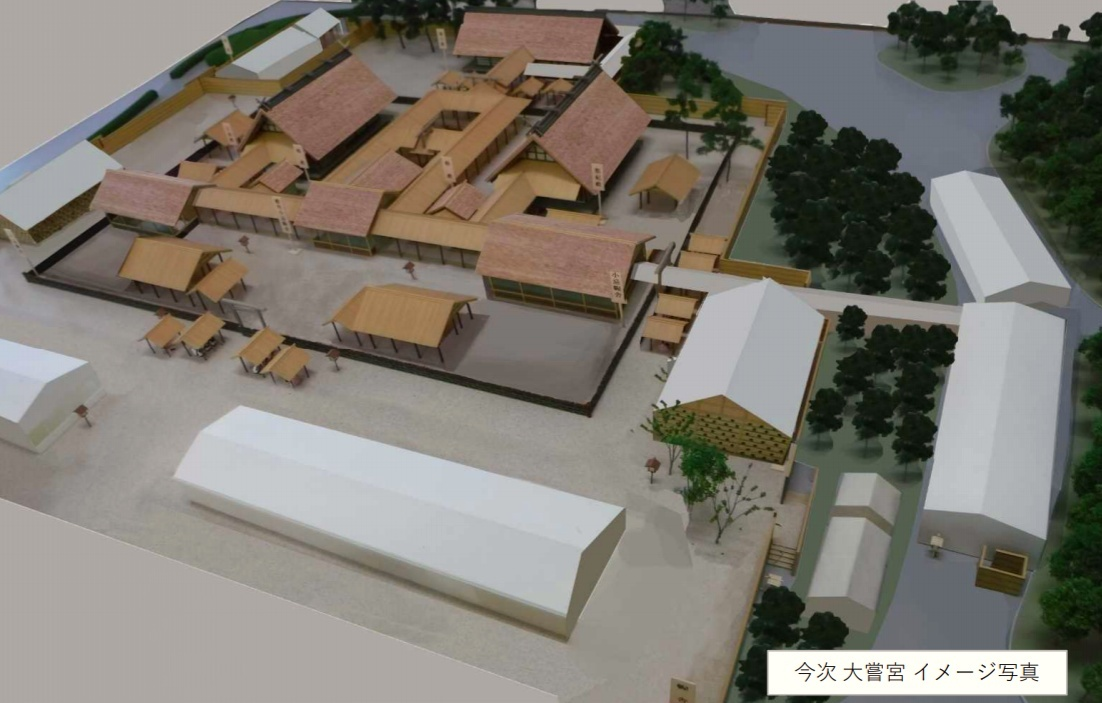
Makieta, plan rozmieszczenia pawilonów w do ceremonii Daijōsai w listopadzie 2019 r.

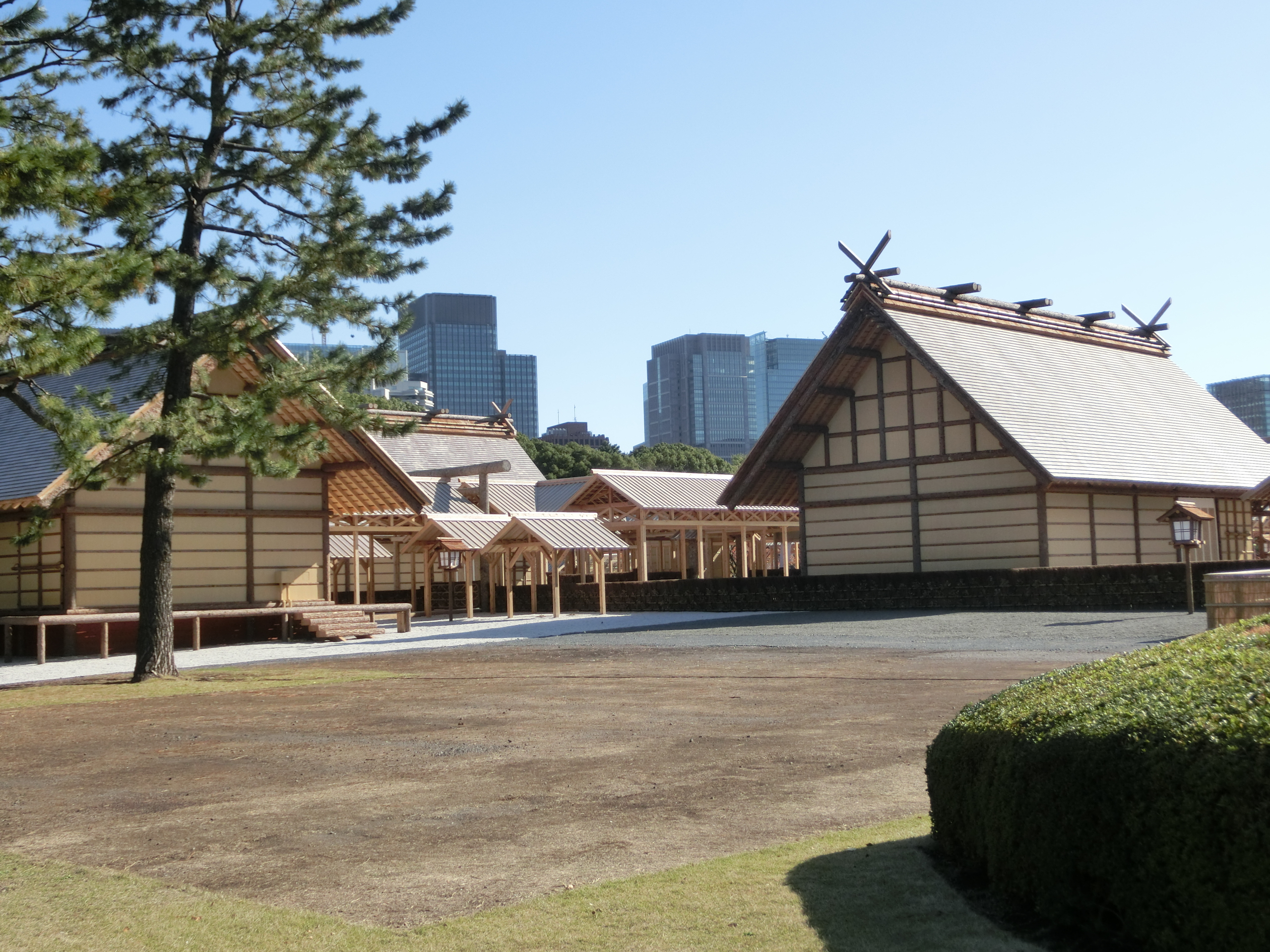
Daijōkyū do Ceremonii Dziękczynienia Daijōsai, 2019

Intronizacja cesarza Japonii (jap. 即位の礼 Sokui-no-rei, lub 即位礼 Sokuirei) – intronizacja cesarza Japonii.

## Decyzja cesarza Akihito o abdykacji
8 sierpnia 2016 roku cesarz Japonii wygłosił telewizyjne przemówienie, w którym podkreślił swój zaawansowany wiek i problemy ze zdrowiem. Oświadczenie zostało odebrane jako wyrażenie zamiaru abdykacji.
Po 16 miesiącach negocjacji Dworu Cesarskiego, Agencji Dworu Cesarskiego (宮内庁 Kunai-chō) i Urzędu Premiera (総理府 Sōri-fu) parlament Japonii w czerwcu 2017 roku przyjął specjalną ustawę umożliwiającą abdykację, a w dniu 1 grudnia 2017 roku Rada Dworu Cesarskiego (皇室会議 Kōshitsu-kaigi) uzgodniła datę abdykacji na 30 kwietnia 2019 roku oraz datę przekazania regaliów cesarskich księciu Naruhito na 1 maja 2019 roku.

## Wstęp
Procedura intronizacji cesarza Japonii składa się z bardzo wielu ceremonii, rytuałów i wydarzeń towarzyszących o różnorodnym charakterze i jest głęboko osadzona w pradawnej tradycji wywodzącej się z mitologii. Cesarze Japonii są bowiem uznawani za potomków bogini słońca Amaterasu (także zapis: Ama-terasu-ō-mikami).
W przypadku cesarza Akihito odbyło się 29 ceremonii intronizacyjnych, rozłożonych w czasie od 7 stycznia 1989 do 6 grudnia 1990 roku. Część rytuałów jest niedostępna dla publiczności, a i tak większość Japończyków ma trudności ze zrozumieniem ich znaczenia. Ponadto istnieją także spory dotyczące rozdziału ról państwa i rodziny cesarskiej, w tym podziału kosztów.
Z powyższych powodów dla uproszczenia formułuje się dla wiadomości ogólnej znaczne skróty bogatego programu licznych ceremonii, wyróżniając jedynie trzy główne rytuały procedury intronizacyjnej:
- przekazanie regaliów cesarskich i pieczęci państwowych (ceremonia Kenji-to-Shokei-no-Gi, maj)[11][1];
- intronizację właściwą (Sokui-no-rei), w tym ceremonię proklamacji wstąpienia na tron (ceremonia Sokuirei-Seiden-no-Gi, październik)[9][1];
- ofiarowanie nowego ryżu cesarskim przodkom oraz bogom nieba i ziemi (obrzędy Daijōsai, listopad)[9][1].

## Abdykacja cesarza Akihito
Ceremonię intronizacji nowego cesarza (dotychczasowego następcy tronu księcia Naruhito) w 2019 roku poprzedziły rytuały związane z abdykacją jego ojca, cesarza Akihito.
Program procedury abdykacyjnej obejmował 10 ceremonii organizowanych w okresie od 12 marca do 30 kwietnia 2019 roku. Przed właściwą abdykacją wysłannicy cesarza udali się do chramu shintō w Ise z misją przekazania informacji o abdykacji oraz złożenia ofiar w mauzoleach cesarza Jimmu (w Kashihara, w prefekturze Nara) i czterech ostatnich cesarzy. Wizytę tamże złożył następnie abdykujący cesarz Akihito.
Zasadnicza ceremonia abdykacji (Taiirei-Seiden-no-Gi), miała miejsce w dniu 30 kwietnia, w sali Matsu-no-Ma głównego budynku kompleksu pałacowego, po raz pierwszy w systemie państwa opartym na konstytucji. Poprzednia bowiem taka ceremonia miała miejsce 202 lata wcześniej, gdy w 1817 roku abdykował cesarz Kōkaku.
Po abdykacji cesarz Akihito posiada tytuł 上皇陛下 (Jōkō Heika), po angielsku „His Majesty the Emperor Emeritus”, a cesarzowa Michiko – 上皇后陛下 (Jōkōgō Heika) „Her Majesty the Empress Emerita”.
Z momentem abdykacji cesarza Akihito, czyli z dniem 30 kwietnia 2019 roku, skończyła się era Heisei, która trwała 30 lat, od 8 stycznia 1989 roku. W dniu 1 maja 2019 roku rozpoczęła się nowa era o nazwie Reiwa. Jej nazwa została podana do publicznej wiadomości przez rząd Japonii w dniu 1 kwietnia 2019 roku.

## Intronizacja cesarza Naruhito
Długi proces intronizacyjny składa się z 32 ceremonii o różnym charakterze. Odbywają się one kolejno od 1 maja do połowy listopada 2019 roku.

### Przekazanie regaliów cesarskich
Starszy syn cesarza Akihito, Naruhito, został 126. cesarzem w dniu 1 maja 2019 roku (ceremonia przekazania regaliów: Kenji-to-Shokei-no-Gi). Jest to część najprostsza procedury intronizacyjnej i ma miejsce natychmiast po śmierci lub abdykacji poprzedniego władcy.
Wstępującemu na tron przekazywane są cesarskie regalia, dwa z trzech świętych skarbów Japonii. Są to: replika miecza Kusanagi-no-tsurugi (oryginał jest rzekomo złożony i czczony w chramie Atsuta w Nagoi) oraz klejnot, naszyjnik z kamiennych korali, o nazwie Yasakani-no-magatama. Przekazuje się także dwie pieczęcie: cesarza i państwa.
Regalia cesarskie (Sanshu-no-jingi) są symbolami prawowitości władzy cesarza, trzema boskimi symbolami japońskiego tronu cesarskiego  i najświętszymi obiektami shintō. Zwierciadło jest przechowywane w Naikū, Wewnętrznym Sanktuarium chramu Ise, miecz – w chramie Atsuta w Nagoi, a klejnot – w Pałacu Cesarskim w Tokio.
Te święte przedmioty pierwotnie przekazała bogini słońca, Amaterasu-ōmikami, swojemu wnukowi o imieniu Ninigi, kiedy po raz pierwszy zstąpił on na ziemię i stał się założycielem cesarskiej dynastii. On z kolei przekazał je swojemu wnukowi, pierwszemu cesarzowi Jimmu.
Najważniejszym z tych trzech skarbów jest zwierciadło Yata-no-kagami, które jest przechowywane w chramie Ise jako go-shintai, obiekt czci i ucieleśnienie samej bogini słońca. Jest na stałe umieszczone w chramie i nie jest prezentowane cesarzowi podczas ceremonii intronizacji. Cesarscy posłańcy i kapłani są wysyłani do tego chramu, a także do grobowców czterech cesarzy, których rządy poprzedzały intronizowanego cesarza, aby poinformować ich o intronizacji nowego cesarza.

### Intronizacja właściwa
Ceremonia proklamowania intronizacji nowego cesarza Naruhito odbyła się 22 października 2019 w Pałacu Cesarskim w Tokio, w sali galowej, przeznaczonej do uroczystości dworskich, o nazwie Matsu-no-Ma, która znajduje się w głównym budynku o nazwie Seiden. Jest to uroczystość Sokuirei-Seiden-no-gi, część serii ceremonii akcesyjnych, zwanych razem Sokui-no-rei (ceremonie intronizacji).
Ta część ceremonialnych procedur jest traktowana jako właściwy rytuał intronizacji. Ostatni raz odbył się w tym samym miejscu w listopadzie 1990 roku dla obecnego suwerena, cesarza Akihito, i jego małżonki, cesarzowej Michiko (przebieg ceremonii pokazuje wideo podane poniżej w linkach zewnętrznych).
W środku sali Matsu-no-Ma ustawiana jest takamikura, niewielki ośmiokątny „pawilon” osłonięty kotarami i zwieńczony dużym, złotym feniksem oraz ośmioma mniejszymi na rogach baldachimu. W jego centralnej, podwyższonej części znajduje się tron cesarski. Obok jest ustawiona podobna, ale mniejsza konstrukcja o nazwie michōdai dla cesarzowej. Świadkami wydarzenia są członkowie rodziny cesarskiej, przedstawiciele władz japońskich z premierem, przedstawiciele monarchii światowych oraz zaproszeni przywódcy państw, z którymi Japonia utrzymuje stosunki dyplomatyczne.
Po rozsunięciu zasłon pawilonu cesarz wygłasza mowę, ogłaszając swoją akcesję do tronu i wzywając swoich poddanych, aby pomagali mu w osiągnięciu wszystkich jego aspiracji. Premier odpowiada przemówieniem obiecującym wierność i oddanie, a następnie wznosi trzykrotnie okrzyk banzai.

### Obrzędy Dziękczynienia
Zgodnie z pradawną tradycją każdej jesieni odbywa się festiwal plonów Niinamesai (lub Shinjōsai), w czasie którego cesarz składa ofiarę z nowego ryżu cesarskim przodkom oraz bogom nieba i ziemi (tenjin-chigi). Jest to ważny historycznie rytuał prowadzony przez kolejnych cesarzy, polegający m.in. na modlitwach o bogate zbiory ryżu oraz pokój, szczęście i dobrobyt w kraju. W roku, w którym nowy cesarz zostaje intronizowany, ceremonia ta zyskuje dodatkowe znaczenie i jest znana wówczas jako Daijōsai.
Obrzędy te są zaplanowane na 14 i 15 listopada 2019 roku. Odbędą się one w specjalnie ustawionych na czas ceremonii pawilonach (łącznie ok. 30 struktur na terenie o powierzchni ok. 8 tys. m²) na terenie Ogrodu Wschodniego kompleksu pałacowego w Tokio, w pradawnym stylu poprzedzającym chińskie wpływy kulturowe. Wszystkie sprzęty w ich wnętrzu są zachowane w czysto japońskiej formie.
Cesarz ubrany w go-saifuku biały, jedwabny strój ceremonialny kapłana shintō, otoczony kapłanami wykonuje rytuał, składając bogini Amaterasu ofiarę z ryżu, sake, prosa, ryby i innych pokarmów pochodzących z lądu i morza. Następnie sam je odrobinę świętego ryżu, jako akt boskiej komunii, który jednoczy go z Amaterasu-ōmikami, czyniąc go pośrednikiem między boginią a Japończykami.
Ten obrzęd ma status wydarzenia cesarskiego, a nie państwowego, ponieważ wiąże się ściśle z rodzimą religią shintō. Cesarz jest traktowany jako potomek bogini Amaterasu i dlatego rytuał ten nie może naruszać konstytucyjnej zasady oddzielenia religii i państwa.

## Książę Akishino
Ceremonia proklamacji (Rittai-no-Rei) księcia Akishino „cesarskim dziedzicem pierwszym w sukcesji do tronu” (皇嗣, kōshi), przewidziana była na dzień 19 kwietnia 2020 roku. Przyznanie mu tego tytułu zamiast „następcy tronu” (皇太子, kōtaishi) wynika z tego, iż jest on bratem, a nie synem Naruhito.
Z powodu pandemii COVID-19 publiczne ogłoszenie księcia Akishino następcą tronu nie nastąpiło 19 kwietnia 2020 roku. Główna ceremonia o charakterze ograniczonym miała miejsce w sali Matsu-no-Ma w dniu 8 listopada 2020 roku.

## Koszty
Agencja Dworu Cesarskiego (Kunai-chō) w 2019 roku uprościła część obrzędów i ograniczyła wydatki m.in. poprzez pomniejszenie obiektów i pawilonów konstruowanych tymczasowo do niezbędnych ceremonii, użycie tańszych materiałów oraz ograniczenie liczby gości zaproszonych na oficjalne bankiety. W zasadniczych rytuałach towarzyszyli tylko dwaj męscy członkowie cesarskiej rodziny: książę Akishino, drugi syn cesarza i książę Hitachi, młodszy brat cesarza.

## Zmiana daty święta narodowego
Wraz ze zmianą osoby cesarza święto narodowe obchodzone z okazji dnia jego urodzin przenosi się na dzień urodzin następcy. W związku z abdykacją cesarza Akihito w dniu 30 kwietnia 2019 roku święto przeniesiono od 2020 roku na 23 lutego, dzień urodzin nowego cesarza Naruhito.
Ze względu na ceremonie abdykacji cesarza Akihito (30 kwietnia) i intronizacji nowego cesarza (1 maja i 10 listopada), dni 1 maja i 10 listopada były świętami narodowymi w 2019 roku. Ponadto, dni 30 kwietnia i 2 maja stały się świętami, ponieważ wypadają pomiędzy świętami narodowymi, co z mocy prawa zamienia je również w święta narodowe.

## Galeria

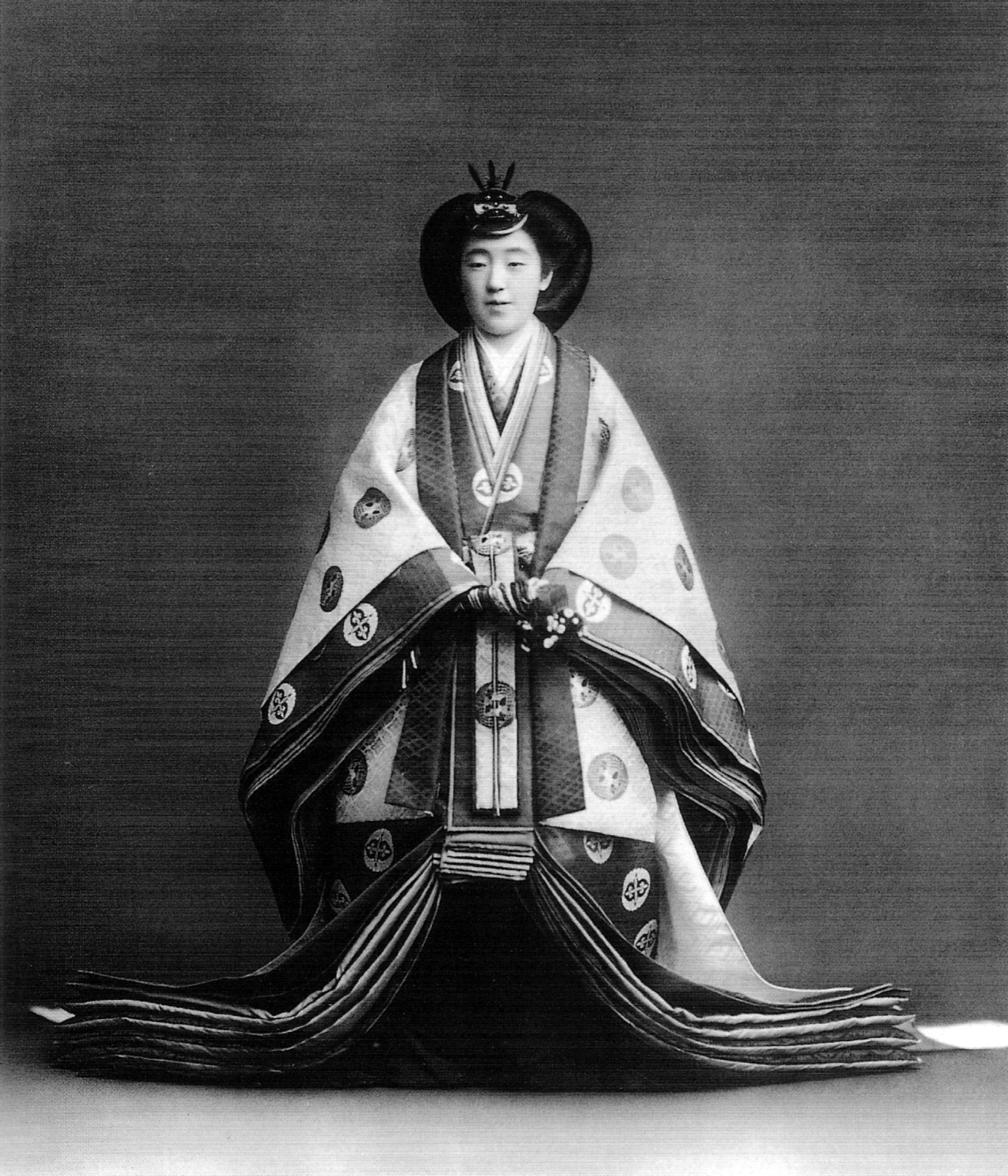
Cesarzowa Kōjun, intronizacja 1928
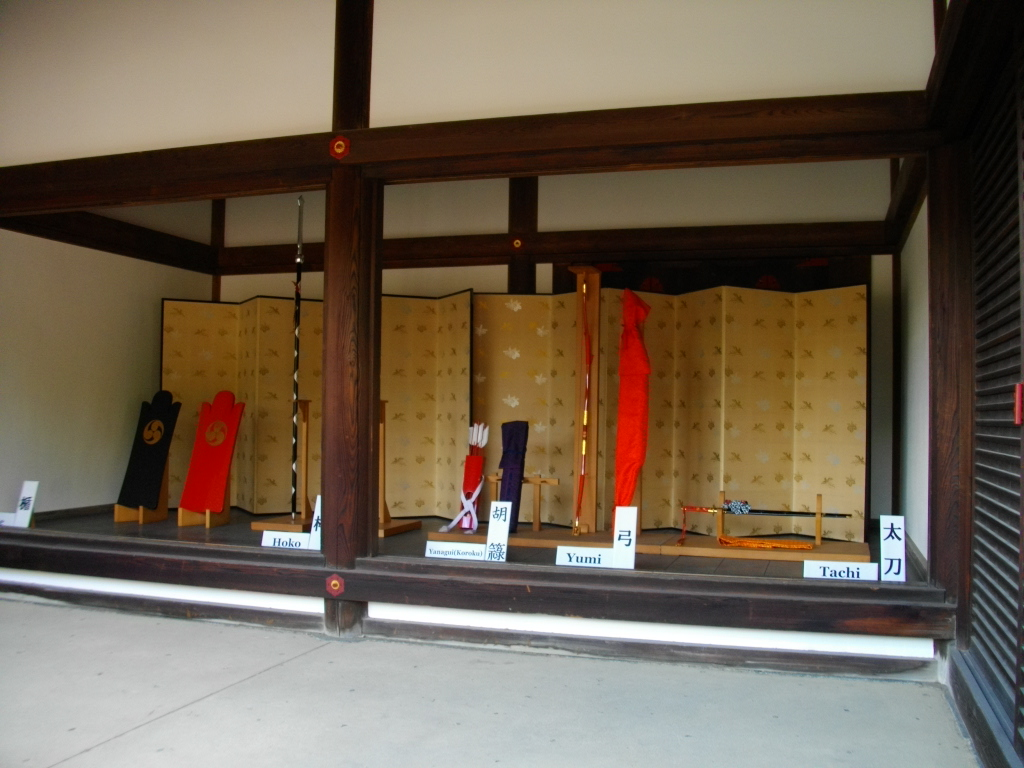
Przedmioty używane w trakcie intronizacji: łuk, strzały w kołczanie, miecz, włócznia, tarcze
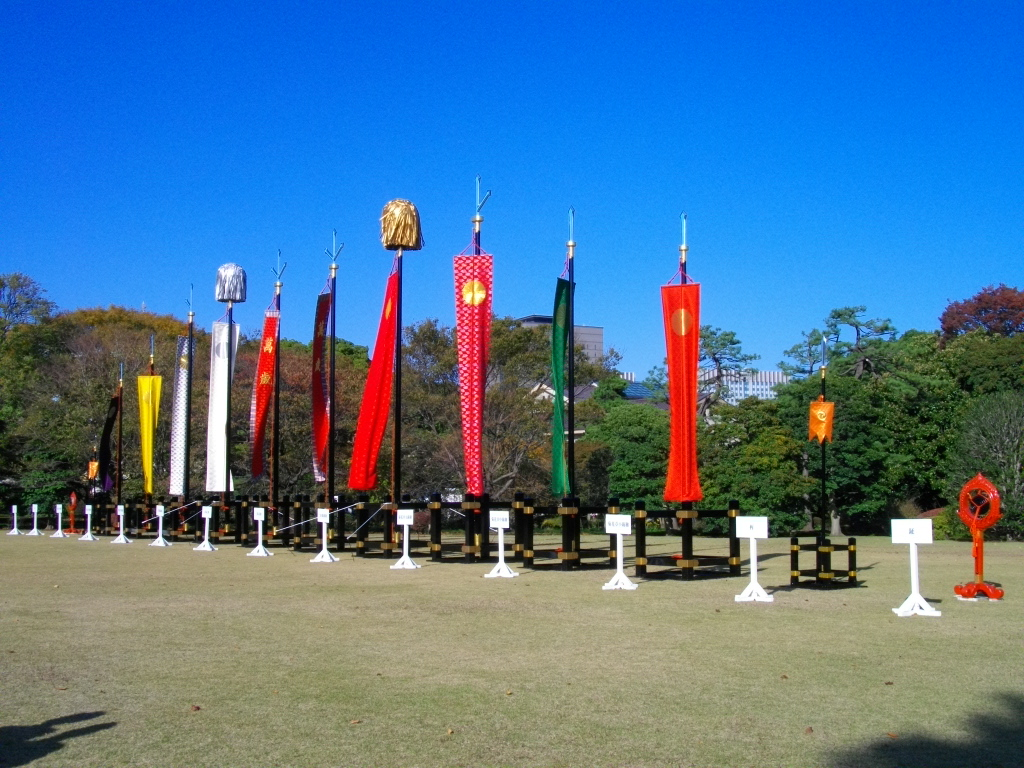
Cesarskie proporce ceremonialne
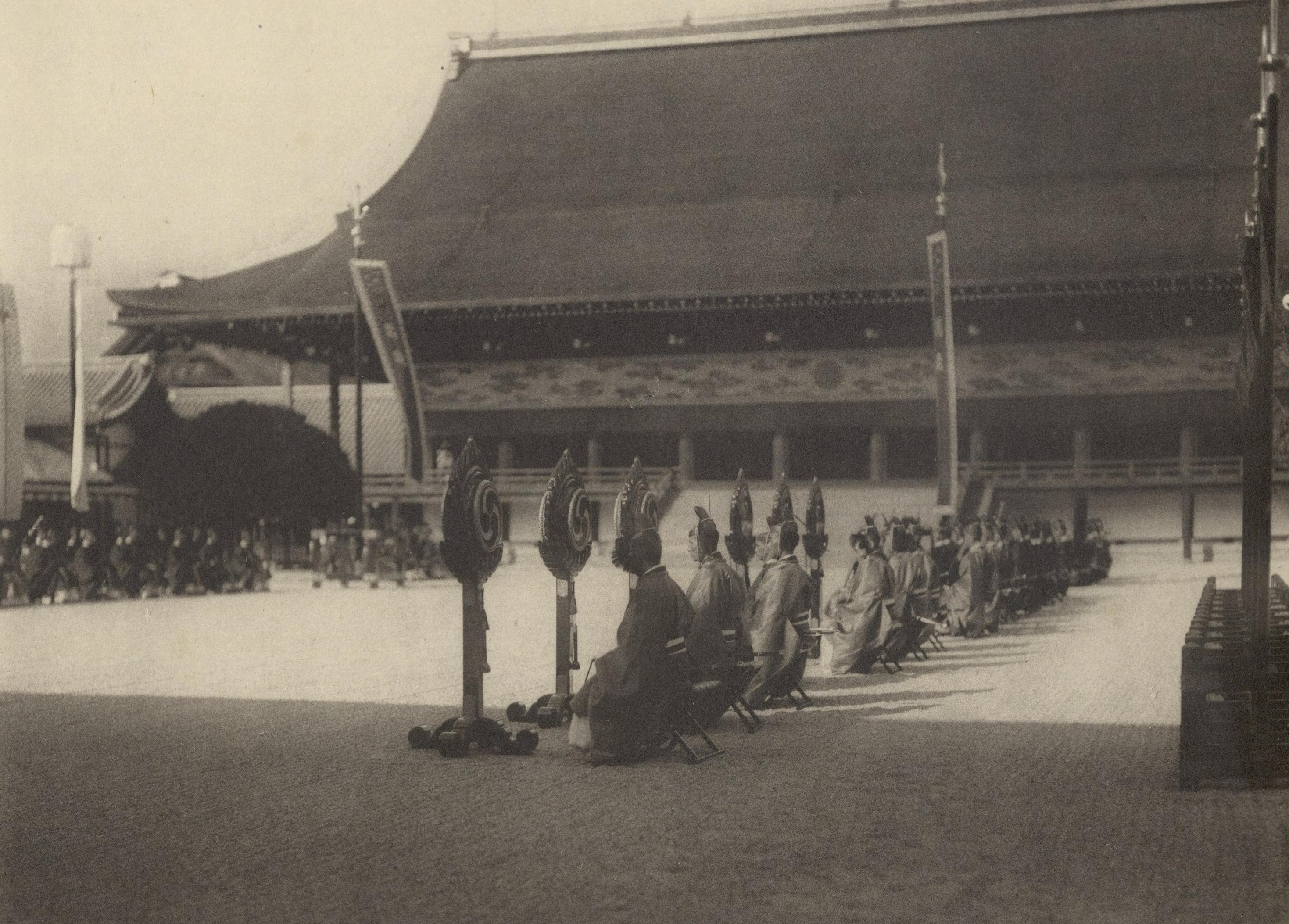
Intronizacja cesarza Shōwa, 1928
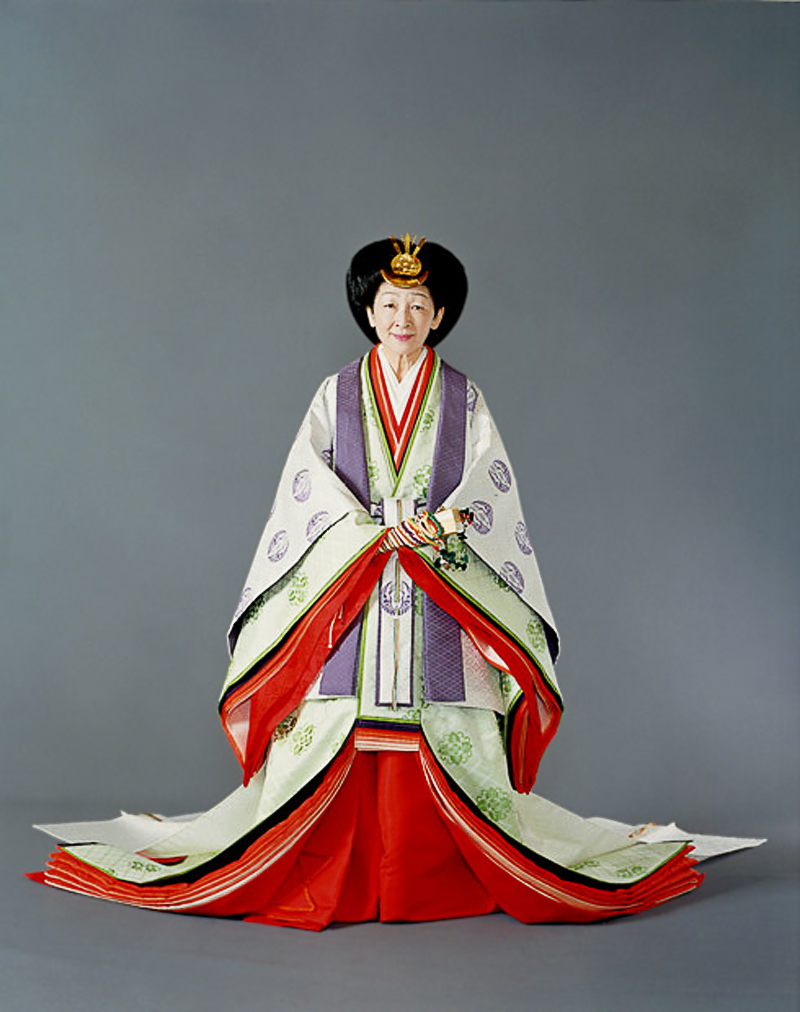
Cesarzowa Michiko w stroju o nazwie jūni-hitoe, intronizacja 1990
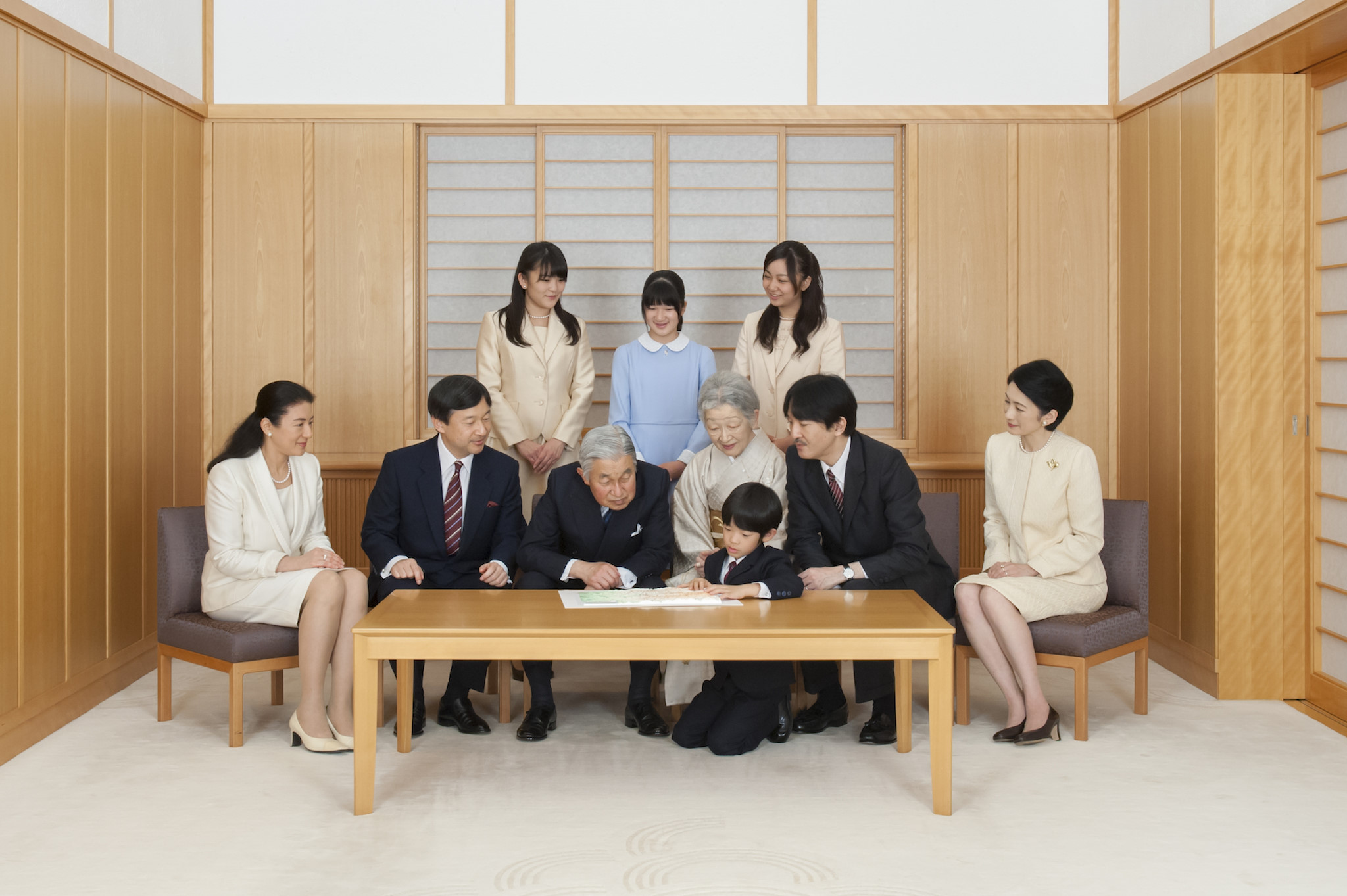
Rodzina cesarska, 2013
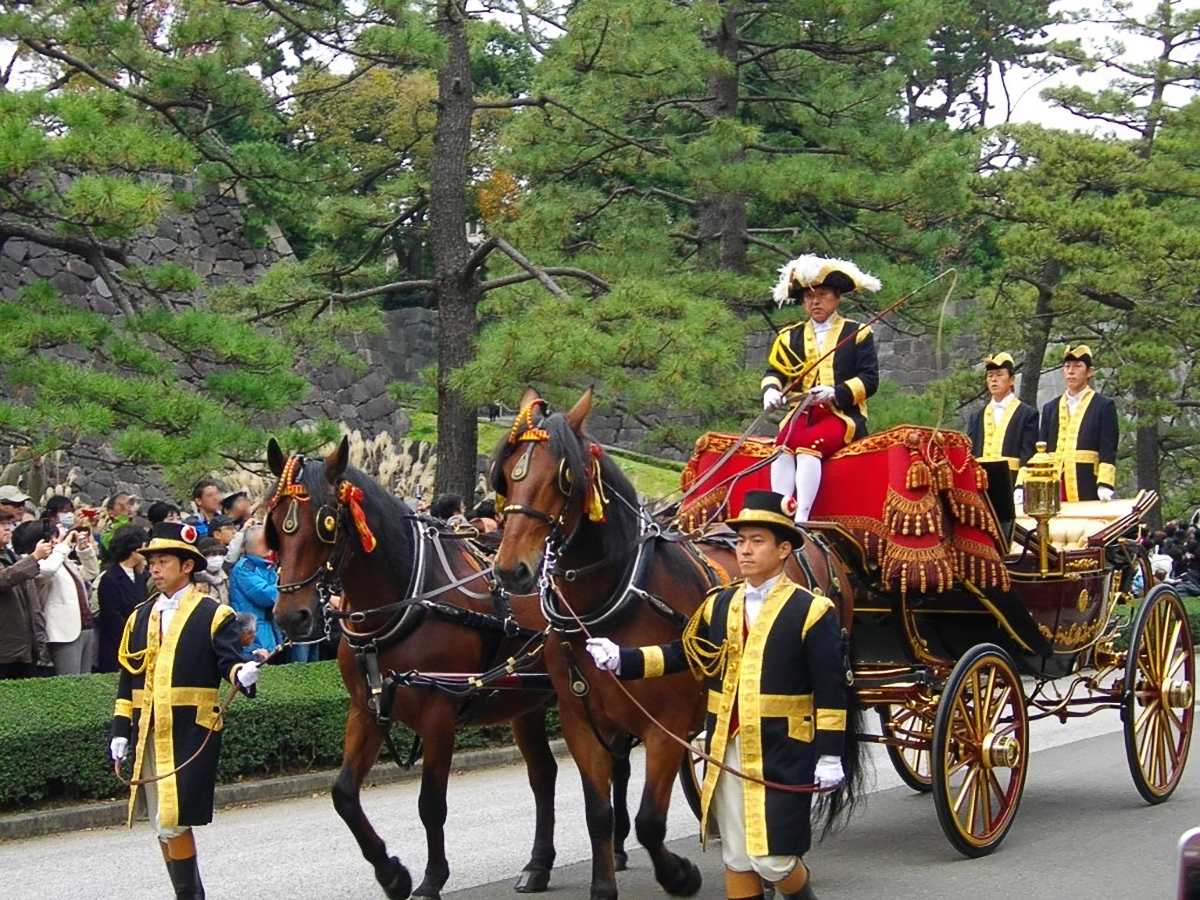
Kareta, 2009
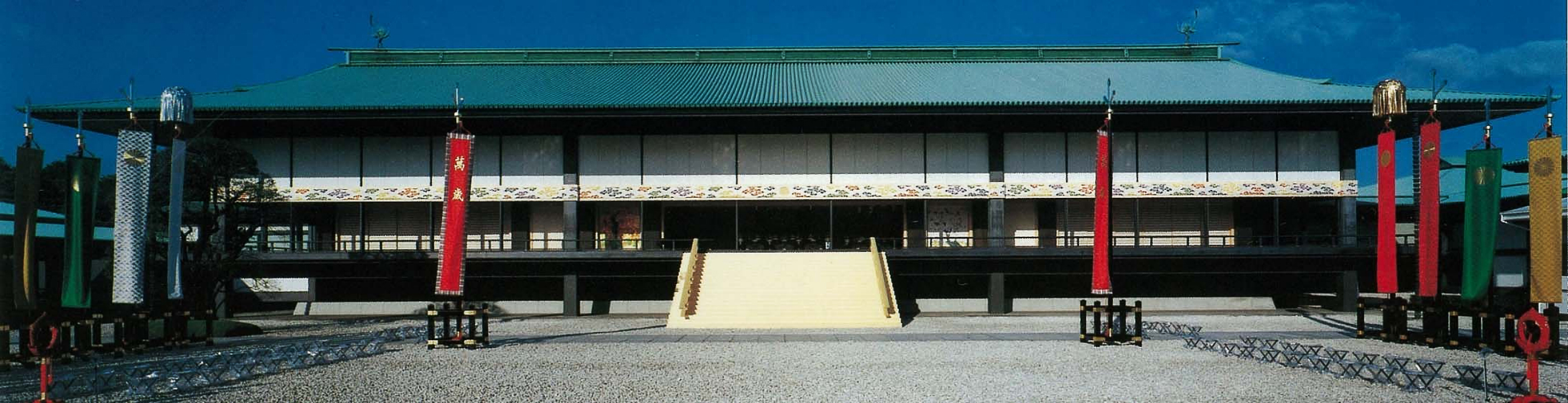
Kōkyo Seiden, budynek na terenie kompleksu pałacowego w Tokio, miejsce ceremonii intronizacji
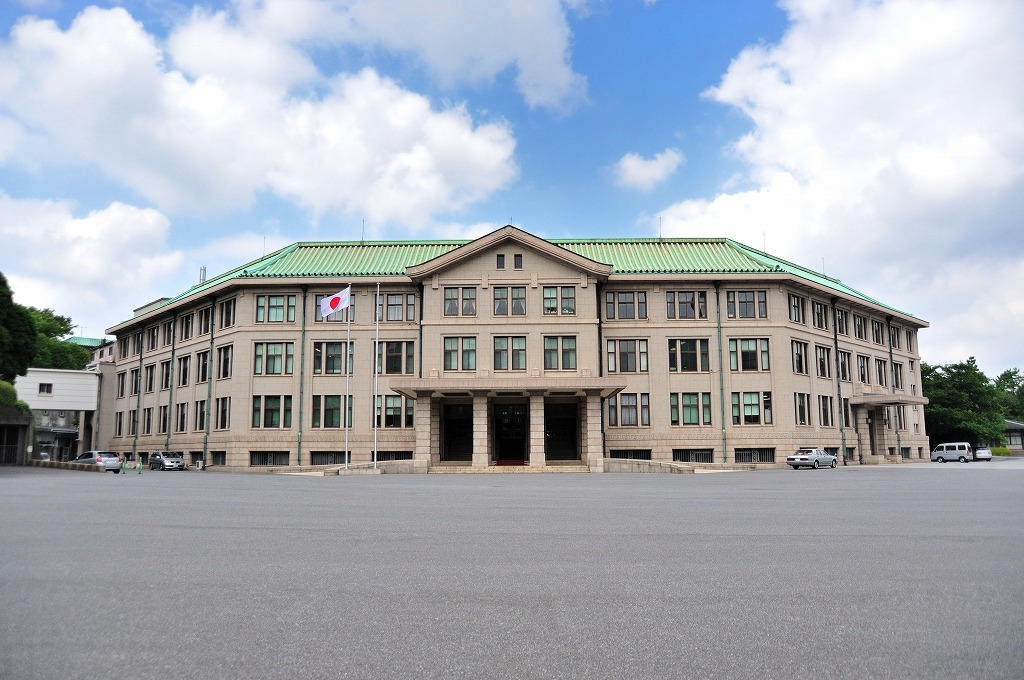
Agencja Dworu Cesarskiego, budynek główny na terenie kompleksu pałacowego w Tokio
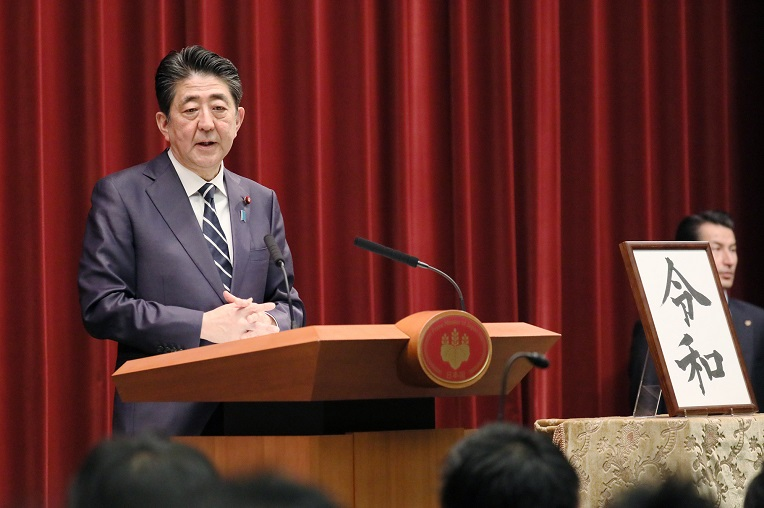
Premier Shinzō Abe wyjaśnia dziennikarzom znaczenie nazwy nowej ery cesarskiej, 1 kwietnia 2019